# Tethbae
Tethbae  ou Tethba, (souvent anglicisé en  Teffia)est une confédération de túatha dans le centre de l'Irlande du Moyen Âge. Elle était divisée en deux royaumes distincts, le nord Tethba, sur lequel régnait le Cenél Coirpri, et le sud Tethba, gouverné par le Cenél Maini. Il recouvrait une partie du comté de Westmeath et du comté de Longford, comtés qui actuellement s'étendent dans la partie nord-ouest de la province de Leinster. Parfois, l’appellation Tethbae se réfère au seul sud Tethbae.

## Les deux Tethbae
À l'époque de l'Irlande chrétienne primitive, Tethba se trouvait dans les terres des Uí Néill du Sud et les dynasties régnantes des deux royaumes étaient considérées comme des membres de la famille des Uí Néill dans les généalogies médiévales. Tethba du Nord - «  Tethbae Thúaiscirt  » - était centrée sur Granard, alors que Tethba du Sud - « Tethbae Deiscirt » - s'étendait autour d'Ardagh dans le comté de Longford
La division entre deux régions du Nord et du Sud est attestée au VIIe siècle. Il ne s'agit pas seulement d'une division politique et dynastique. Les églises principales des deux parties étaient à la tête de deux entités religieuses différentes. La principale église du Nord Tethbae à Granard était associée à saint Patrick depuis les premières traces écrites. L'évêque hagiographe
Tirechán (en), lorsqu'il se réfère aux « deux Tethbae » proclame que Patrick avait établi des évêques tant à Granard qu'à Ardagh. Mais alors que Granard est bien intégrée dans le réseau des églises Patriciennes, Ardagh n'y est pas. La figure religieuse centrale de la tradition de l'église d'Ardagh est son fondateur, Mél d'Ardagh (en), qui selon la tradition patricienne est le neveu de  Patrick. Ardagh, à l'époque de Tirechán et dans les premières sources, fait partie de la  confédération des églises qui considère Brigitte de Kildare comme leur patron et se place principalement sous la dépendance de l'église de Kildare.

## Cenél Coirpri
Les traditions médiévales irlandaises présentent les territoires des Uí Néill comme le résultat des conquêtes de Niall Noigiallach et ses fils. Un des fils de Niall, Coirpre, est l'ancêtre éponyme du Cenél Coirpri. Aux côtés de Fiachu, il est réputé avoir mené les premiers Uí Néill à la conquête des Midlands d'Irlande.
Le Cenél Coirpri Mór, de Nord Tethbae, est l'un des trois royaumes dénommés d'après Coirpre mac Néill. Dans le nord-ouest de Tethbae, sur la côte de la baie de Donegal, se trouvait le royaume de Cairbre Drom Cliabh (en). Au sud-est dans le comté de  Kildare, autour de Carbury, qui doit son nom à Coirpre lui-même, se trouvait une troisième branche du Cenél Coirpi mais qui n'a été établie que beaucoup plus tard. Cette accumulation de territoires, parallèlement avec l'évidence que les Annales irlandaises ont incorporé une série d'entrées  mettant au crédit de Coirpre la conquête des Midlands d'Irlande, suggèrent que le royaume de Coirpre s'étendait sur 100 miles à travers l'Irlande.
À part Coirpre lui-même et son petit-fils Túathal Máelgarb, aucun roi du Cenél Coirpri n'est inclus dans les listes postérieures d'Ard ri Erenn. Les rois postérieurs du Cenél Coirpri sont mentionnés dans les Annales d'Ulster et dans les autres annales irlandaises assez fréquemment, bien que seule leur mort fait l'objet d'une entrée. Beaucoup de rois sont simplement dénommés « Roi de Cenél Coirpri », bien que Conaing (mort en 752) est spécifiquement désigné comme  « Roi de Coirpri de Tethbae ». Une entrée de 799 relève la mort de deux rois de Coirpri, Murchad ua Cathail et Dub Innrecht mac Artgaile, démontre ainsi que le royaume devait être partagé. En plus des mentions des annales, Óengus Bronbachall, petit-fils de Túathal, est mentionné dans la Vita composée par Adomnan d'Iona « Vie de Saint Columba ».
Le Cenél Coirpri a sans doute eu une importance suffisante, du moins à une époque historique antérieure, pour attirer l'attention d'écrivains largement hostiles. Tirechán dans sa Vita de Patrick d'Irlande note que Coirpre a été maudit par le saint, à la colline de Tara, et qu'aucun de ses descendants ne sera Ard ri. Túathal Máelgarb  est décrit de manière défavorable par les écrivains postérieurs traitant de la vie de Diarmait mac Cerbaill, son parent putatif dont les descendants, du Clan Cholmáin et du Síl nÁedo Sláine, remplaceront les lignées de Coirpre et Fiachu comme souverains des Midlands.
Au XIe siècle, le territoire du nord Tethbae est largement amputé par l’expansion du royaume de Bréifne, sur lequel règnent les Ua Ruairc issus des Uí Briúin, une lignée de Connachta et leurs clients les Conmaicne Réin.

### Généalogie
Uallgarg m. Máel Ruanaid m. Máel Fábaill m. Ciardai m. Máel Bennachtai m. Écneicháin m. Dúnchada m. Arttgaile m. Donngaile m. Loingsich m. Lóegaire m. Con Gamna m. Moínaich m. Fiangusa m. Congaile m. Máel Dúin m. Scandláin m. Roitich m. Ainmerech m. Cormaicc m. Cairpri m. Néill Noígiallaig.

## Cenél Maini
Alors que Coirpe mac Néill est un personnage central des annales et apparaît dans l'hagiographie de Tirechán, Maine mac Niall n'est pas mentionné par Tirechán, pas plus que le souvenir de ses conquêtes. Il est possible et peut-être bien même probable, que la descendance de Niall aux Neuf Otages par le biais d'une par ailleurs pauvrement attestée lignée est une fiction généalogique destiné à renforcer le contrôle des Ui Néill sur les  Midlands d'Irlande. Le Cenél Maini probablement à l'origine une partie du plus vaste royaume des Uí Maine s'étendant de la parie est de l'actuel Comté de Galway par le  Comté de Roscommon, au delà du Shanonn, dans le comté de Longford.
Bien qu'officiellement incorporé dans les Uí Néill, aucun roi du Cenél Maini ne sera jamais reconnu comme Ard ri Erenn. La Vita tripartita Sancti Patricii (en) mentionne toutefois que les rois du Cenél Maini avaient un rôle privilégié lors des choix et de l'investiture des Ard ri, un peu comme le royaume d'Airgíalla, un autre  groupe que l'on estime  associé au Connachta, dans lequel les Uí Néill étaient considérés comme le groupe principal uniquement par une fiction généalogique.
Le Cenél Maini est toujours représenté parmi la noblesse irlandaise et les « Chefs du nom » sont issus de la famille O'Kearney ou Ó Catharnaigh dont le chef est traditionnellement désigné sous le nom de  « Fox ».